# Vedia (télévision)
 (septembre 2018).
Si vous disposez d'ouvrages ou d'articles de référence ou si vous connaissez des sites web de qualité traitant du thème abordé ici, merci de compléter l'article en donnant les références utiles à sa vérifiabilité et en les liant à la section « Notes et références ».
VEDIA, anciennement Télévesdre, est le média de proximité de l’arrondissement de Verviers, en Province de Liège (Belgique). Elle fait partie d’un réseau de douze médias de proximité en Fédération Wallonie-Bruxelles de Belgique. Elle est diffusée sur le câble et l’ADSL chez les opérateurs VOO, Proximus TV, Orange et Scarlet. L’ensemble de ses programmes sont aussi disponibles sur son site internet.

## Historique
Télévesdre est née en décembre 1988 avec comme Président Philippe Joachim, Administrateur-délégué Jean-François Istasse et Directrice Monique Maraîte.
Le lancement de Télévesdre est dû principalement à un accord entre 3 communes : Dison, Verviers et Pepinster. Immédiatement, l’équipe de Télévesdre installe son siège social et ses locaux dans le château Bormann à Dison. En janvier 1989, Télévesdre diffuse une première émission-test, l’émission zéro présentée par Marie-France Bonjean avec René Hausman comme premier invité. Cette émission a été enregistrée au « Forum des Pyramides » de Welkenraedt.
À l’époque, les émissions étaient captables dans 14 communes (Aubel, Baelen, Dison, Herve, Jalhay, Limbourg, Pepinster, Plombières, Spa, Stavelot, Theux, Thimister, Verviers et Welkenraedt), soit un ensemble de 160 000 personnes à condition d’être abonné aux réseaux CODITEL  et ALE-Télédis.
Au milieu de l'année 1991, Télévesdre voit sa zone de diffusion s'élargir aux communes suivantes : La Calamine, Lontzen, Raeren et Eupen. Cet accroissement fait suite à une décision de lever l’interdiction de diffuser les programmes de Télévesdre en communauté germanophone. Rapidement, les communes des Cantons de l’Est (Amel, Bullange, Butgenbach, Burg-Reuland et St-Vith) viennent s’ajouter aux téléspectateurs potentiels de Télévesdre. Et c'est à la fin de cette même année que Malmedy et Waimes peuvent désormais capter les programmes Télévesdre. Il s’agit d’une augmentation de plus de 12 000 foyers. À cet instant, Télévesdre, qui n’a que 2 ans d’expérience, diffuse dans 25 communes.
En mars 1992, Télévesdre organise sa première captation d’un spectacle. C’est celui de 2 humoristes verviétois pas encore très connus à l’époque et nommés les Frères Taloche. Au mois de mai de cette année, Urbain Ortmans devient le nouveau Directeur et Rédacteur en  chef de Télévesdre, c’est à cette même période qu’apparait le télétexte de la chaîne.
C'est en juillet 1995 qu'est diffusée "Temps Sports", la première émission sportive de Télévesdre. Trois années plus tard, première édition du « Francotidien ». Il s’agit une émission proposée chaque jour durant les Francofolies de Spa diffusant des extraits des concerts de la veille et donnant toute une série d’informations. En février 1999, Télévesdre décide de montrer aux verviétois ce qu’il se passe ailleurs en Wallonie. Ils créent une nouvelle émission dénommée « Le journal des régions Wallonie-Bruxelles ».
En janvier 2001, 1 an après avoir développé son JT (élevé à trois fois par semaine), Télévesdre constate le succès de cet investissement et lance un JT quotidien tous les jours de la semaine à 18h. De plus, elle crée une nouvelle émission pour le samedi et le dimanche nommée « 7 en 1 », soit une compilation de l’actualité de la semaine. En septembre de cette année, Télévesdre lance son propre site internet. À l’époque, il s’agit simplement de surfer avec la vague Internet. Le site est utilisé comme vitrine présentant la chaîne. 
En vingt ans d’existence, la télévision a étoffé sa programmation pour arriver à la diffusion de trois émissions par jour.
Fin 2012, Télévesdre déménage de la rue Neufmoulin, 3 à la rue du Moulin 30A, toujours à Dison.
Depuis début 2018, l'ASBL Télévesdre se fait appeler Vedia,.

## Logos

Logo du 2 janvier 1989 au septembre 1995
Logo du septembre 1995 au 1997
Logo du 1997 au 2005
Logo de septembre 2005 à 2018.
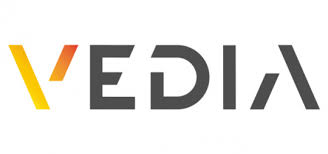
Logo de Védia depuis 2018.

## Organisation
- Directeur général : Urbain Ortmans
- Directeur de l'information : Urbain Ortmans
- Rédacteur en chef : Manu Yvens
- Journalistes : Anne-Françoise Biet ; Manu Lebrun ;Olivier Tomezzolli, Aurélie Michel ; Audrey Degrange; Maryse Baguette
- Responsables techniques : Jean-François Thyssen; Jessy Rahier
- Techniciens : Anibal Carrera ;  Vanessa Ferreira; Angélique Lamotte; Arnaud Kilesse; Étienne Scaff
- Ingénieur du son : Thibault Gaye
- Infographistes : Beguy; Florent Broers
- Responsable administratif et comptabilité :  Grégory Jitine
- Secrétaires de direction : Christelle Lucas; Emilie Godyn

### Dirigeants
Le média de proximité est une association sans but lucratif : ses organes de gestion sont une assemblée générale, un conseil d’administration et un bureau de direction.

### Employés
Le média de proximité compte une équipe d'une vingtaine de salariés et une dizaine de collaborateurs free-lance.

### Siège social
Dison; 30A, rue du Moulin, 4820, Belgique.

## Ligne éditoriale
Le média de proximité doit remplir une mission définie par le décret coordonné sur l’audio-visuel (Communauté française de Belgique) : information régionale, animation culturelle, éducation permanente et participation civique.

## Programmes
- Tous les jours, du lundi au vendredi, à 18h, un journal télévisé quotidien.
- Tous les jours, à 20h30, une émission thématique (portrait-culture-cinéma-politique-économie-automobile)
  - Le lundi, L'album
  - Le mardi, Au cœur du débat,
  - Le mercredi, un magazine variant chaque semaine (L'ABéCéDaire des fagnes, Petits pois et pois de senteur, Alors on change, ...)
  - Le jeudi, Contre-champ
  - Le vendredi, Mobil'idées, Episteme, Ça roule, ...
- Le samedi et le dimanche, Le "7 en 1" propose le condensé de l'actualité de la semaine.
- Tous les dimanches, à 20 heures, Vision Sport
- De nombreuses émissions en direct (sport : matchs de basket et football, culture : captation de spectacles ou grands festivals comme les Francofolies, le Bel-Zik ou Fiestacité).
- Autres émissions : Table et terroir (TVlux), DBranché (TVCom), ...

## Diffusion
La diffusion se fait par câble de télédistribution, sur l’arrondissement de Verviers (Belgique).
Depuis le 1er novembre 2011 la diffusion est également assurée sur le canal 337 du réseau Proximus TV

## Quelques chiffres
- Plus de 280 000 téléspectateurs potentiels
- Diffusé dans 29 communes
- Une zone de diffusion de 2 000 km²
- Plus de 50 000 téléspectateurs en quotidien
- 20  municipalités affiliées
- Budget annuel : 1 300 000 euros